# Le Testament caché
Pour plus de détails, voir Fiche technique et Distribution.
Le Testament caché (The Secret Scripture, litt. « L'écriture secrète ») est un film dramatique irlandais coécrit, coproduit et réalisé par Jim Sheridan, sorti en 2016. Il s'agit de l'adaptation du roman éponyme de Sebastian Barry (2008).
Le film suit un psychiatre (Eric Bana) qui s'intéresse au journal intime d'une patiente, Rosemary McNulty (Vanessa Redgrave), accusée d'avoir tué son enfant issu d'une relation illégitime avec un sympathisant anglais. Enfermée dans un hôpital psychiatrique, sur le point d'être démoli, depuis une cinquantaine d'années, elle est suivie psychologiquement par le psychiatre qui est engagé pour réévaluer son état. Il découvre son attachement pour la Bible et elle lui raconte tout ce qu'elle a vécu et pourquoi elle a passé sa vie dans cet hôpital…

## Synopsis
En 1940, Rosemary (Rooney Mara) perd son travail à la suite de bombardement. Elle se réfugie dans son village natal en Irlande, chez une tante qui tient un salon de thé et travaille pour elle. Elle fait la connaissance de Michael McNulty commerçant de spiritueux qui part bientôt comme pilote.
Vue par un villageois sur la plage en compagnie du père Gaunt (Theo James), sa tante apprend vite la nouvelle et l'éloigne : elle réside seule dans une petite maison à l'écart. Au cours d'un combat aérien, non loin du village, Michael est blessé et saute en parachute à deux pas de la maison de Rosemary qui le cache pendant sa convalescence. À l'heure du départ, Rosemary le retient. Ils vont se marier, avec pour simple anneau, une bague de cigare… Michael lui confie en souvenir, la médaille qu'il a reçue pour courage au combat. Au retour, un groupe de nationalistes irlandais veulent attraper Michael depuis sa chute en avion, en raison de son engagement chez les Anglais. Capturé plus tard, il est froidement assassiné d'une balle dans la tête.
Sa tante, avec le soutien du révérend Gaunt, demande l'internement psychiatrique de Rosemary. Lorsqu'elle affirme être enceinte, elle est internée dans un établissement pour mères célibataires. Tous les enfants nouveau-nés sont abandonnés et, s'ils ont de la chance, sont adoptés. Les ragots propagent que c'est l'enfant du révérend Gaunt. Proche de sa délivrance, une occasion s'offre à elle de s'échapper, le premier mai 1942. Elle se dirige vers la mer, où bonne nageuse, elle essaie de passer le gué à marée haute jusqu'à l'île voisine. Le pasteur Gaunt et les policiers la suivent en barque. Sur la plage, Rosemary accouche et coupe le cordon avec une pierre. De loin les témoins semblent voir que la mère frappe son bébé. Profitant de la confusion, le pasteur accapare l'enfant ainsi que la médaille de son père et disparaît.
Rosemary est internée à l'hôpital psychiatrique où les mauvais traitements se succèdent (notamment les électrochocs). Pour ne pas perdre toute sa mémoire, elle écrit dans les marges ou dessine sur le texte d'une petite bible, cherchant à fixer tout ce qu'elle sait de la vérité, envers et contre tous ; avec les mots repris souvent « je n'ai pas tué mon enfant ».
Cinquante ans plus tard, William Grene (Eric Bana), un psychiatre est mandé pour effectuer un diagnostic, avant le transfert de Rosemary de l'hôpital qui ferme ses portes. Il écoute le récit de Rosemary elle-même, l'écoute jouer du piano, lit le journal intime et les documents du dossier avec une infirmière (Susan Lynch). Peu à peu, ils se forgent la conviction que Rosemary dit la vérité et qu'elle n'a jamais tué son enfant…

## Fiche technique
- Titre original : The Secret Scripture
- Titre français : Le Testament caché
- Réalisation : Jim Sheridan
- Scénario : Johnny Ferguson et Jim Sheridan, d'après le roman homonyme de Sebastian Barry[3]
- Direction artistique : Michael Higgins
- Décors : Jil Turner
- Costumes : Joan Bergi
- Photographie : Mikhail Krichman
- Montage : Dermot Diskin
- Musique : Brian Byrne
- Production : Noel Pearson, Rob Quigley et Jim Sheridan

Production déléguée : Nicolas Chartier, Eoin Colfer, Cormac Crawford, Jonathan Deckter, Jeremiah Harris, Gavin Poolman, Michael Robinson et Andrea Scarso
- Sociétés de production : Ingenious Senior Film Fund, Ferndale Films et Voltage Pictures[1],[2]
- Sociétés de distribution : Vertigo Releasing ; Wild Side Films (France)
- Pays d’origine :  Irlande
- Langue originale : anglais
- Format : couleur - 2.40:1 (Anamorphique)
- Genre : drame
- Durée : 108 minutes
- Dates de sortie : 
  - Canada : 10 septembre 2016 (Festival international du film de Toronto)
  - Irlande : 24 mars 2017
  - Royaume-Uni : 19 mai 2017
  - France : 4 avril 2018 (DVD)

## Distribution
- Rooney Mara (VF : Nathalie Bienaimé) : Roseanne McNulty, jeune
  - Vanessa Redgrave (VF : Anne Plumet) : Roseanne McNulty âgée
- Eric Bana (VF : Bruno Choël) : Dr William Grene
- Theo James (VF : Damien Ferrette) : père Gaunt
- Aidan Turner : Jack Conroy
- Jack Reynor (VF : Tristan Le Doze) : Michael McNulty
- Susan Lynch (VF : Nolwenn Korbell) : l’infirmière Caitlin
- Tom Vaughan-Lawlor : McCabe
- Charlie Kelly : Beau
- Omar Sharif Jr. : Daniel O'Brien
- Adrian Dunbar (VF : Bernard Bollet) : Dr Hart
- Elva Trill : la femme enceinte
- Pauline McLynn : Anne McCartney

Version Française
- Société de doublage : AGM Factory
- Direction Artistique et Mixage  : Yann Legay
- Adaptation : Isabelle Audinot

## Production

### Genèse et développement
En janvier 2014, on annonce que Noel Pearson est engagé en tant que producteur et que Thaddeus O'Sullivan en tant que réalisateur sous le scénario de Johnny Ferguson. En juillet 2014, on révèle que Jim Sheridan remplace Thaddeus O'Sullivan à la réalisation.

### Attribution des rôles
En janvier 2014, on annonce que Jessica Chastain et Vanessa Redgrave sont engagées au film. En mars 2014, Jonathan Rhys Meyers et Jeremy Irons sont embauchés. juillet 2014, on révèle que Rooney Mara est choisie pour remplacer Jessica Chastain. En août 2014, on apprend que Theo James, Eric Bana et Jack Reynor sont pressentis pour le besoin du film.

### Tournage
En janvier 2014, on apprend que le tournage devait commencé en mai et septembre 2014,.
Le tournage débute le 13 janvier 2015 à Dublin, ainsi que les plages Dollymount Strand et Portrane et, en février, à Inistioge dans le comté de Kilkenny,,. Le tournage s’achève le 6 mars 2015.
Pendant la production du film, les acteurs Rooney Mara, Theo James, Eric Bana, Susan Lynch, Antony Acheampong et Vanessa Redgrave ont été repérés,,.

### Musique
En août 2015, on annonce que Brian Byrne s’occupe de la musique du film.
Liste partielle
- Waltz For Fran de Brian Byrne
- The Rattlin' Bog de Richie Kelly et Pat Ryan (air traditionnel)
- Sonate Au clair de lune de Ludwig van Beethoven
- The Cry Inside de Kelly Clarkson, Brian Byrne et l’orchestre symphonique de Bulgarie
- Never In The Field Of Human Conflict de Winston Churchill